# Happiness (álbum de Dance Gavin Dance)
| Críticas profissionais | Críticas profissionais |
| Avaliações da crítica  | Avaliações da crítica  |
| Fonte                  | Avaliação              |
| ---------------------- | ---------------------- |
| Allmusic               | [ 1 ]                  |
| Alternative Press      | [ 2 ]                  |
| Blare                  | [ 3 ]                  |
| Reviewrinserepeat.com  | [ 4 ]                  |

Happiness é o terceiro álbum de estúdio da banda de post-hardcore americana Dance Gavin Dance. Foi lançado em 9 de junho de 2009 pela Rise Records. A banda entrou em estúdio com Kris Krummett para gravar o álbum em 14 de fevereiro de 2009. Em 10 de abril, eles divulgarão a capa e a música "Tree Village" no Myscace oficial da banda. Em 28 de maio, "Don't Tell Dave" também foi divulgada em sua página do Myspace, logo depois "NASA" foi divulgada em 31 de maio.
Este é o primeiro álbum sem o membro original, Jonathan Mess, e, portanto, é o primeiro e até agora o único álbum com o guitarrista Will Swan. Também é o único álbum com o ex-baixista Jason Ellis, que deixou a banda após a gravação. É o último álbum com o ex-vocalista, Kurt Travis. Eles também fizeram um vídeo para a música "Tree Village". É o seu segundo lançamento, até agora, para fornecer letras de cada música no encarte do CD (Whatever I Say Is Royal Ocean é o primeiro).
Happiness chegou ao número #145 na Billboard 200 e o número #30 na parada Top Independent Albums.

## Faixas[6]
| N.º            | Título                                       | Duração |  |
| 1.             | "Tree Village"                               | 3:20    |  |
| 2.             | "NASA"                                       | 3:35    |  |
| 3.             | "I'm Down with Brown Town"                   | 3:01    |  |
| 4.             | "Carl Barker"                                | 5:13    |  |
| 5.             | "Happiness" (Com Tony Tataje do American Me) | 3:30    |  |
| 6.             | "Self-Trepanation"                           | 3:13    |  |
| 7.             | "Strawberry Swisher Pt. 1"                   | 3:28    |  |
| 8.             | "Don't Tell Dave"                            | 3:17    |  |
| 9.             | "Strawberry Swisher Pt. 2"                   | 3:07    |  |
| 10.            | "Powder to the People"                       | 5:11    |  |
| Duração total: | Duração total:                               | 36:55   |  |

## Créditos
Dance Gavin Dance
- Kurt Travis – vocal limpo
- Will Swan – guitarra, vocal gutural
- Zachary Garren – guitarra
- Jason Ellis – baixo
- Matt Mingus – bateria, percussão

Produção
- Kris Crummett - produção, engenharia, mixagem, masterização
- Neil Engle - engenharia
- Jeff Bond - engenharia
- Mattias Adolfsson - capa do álbum